# قلعة نارداران
قلعة نارداران (بالأذربيجانية: Nardaran qalası): تم بناءها عام 1301 على يد المعماري محمود بن سعد في الجزء الشمالي من شبه جزيرة أبشيرون. تقع قلعة نارداران على بعد 25 كيلومترًا شمال باكو في قرية نارداران بالقرب من بلدة ماشتاغا. استخدم الشيروانشاهيين القلعة للمراقبة والدفاع. يقع مسجد نارداران أو مزار رحيم خانم الذي بُني في عام 1663 على بُعد حوالي 200 متر من القلعة.
نقش على قلعة نارداران، تم ترجمته من قبل أ.أ.ألاسغارزاده، يقول:

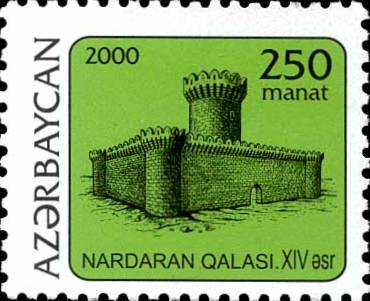

ولكن الموقع الجغرافي لقلعة نارداران يشير إلى أنه لا يمكن اعتبارها حصنًا دفاعيًا في المقام الأول. فقد بُنيت قلاع مشابهة هناك، في أماكن كان من المتوقع أن تتعرض للهجوم، مثل المناطق الواقعة على الحدود الغربية وسواحل شبه جزيرة أبشيرون. لكن قلعة نارداران كانت بعيدة جداً عن الحدود الغربية لأبشيرون وكذلك عن سواحلها.
في 24 أكتوبر 2001، أُدرجت قلعة نارداران في القائمة المؤقتة للتراث العالمي لـليونسكو ضمن المواقع التي تحتاج إلى حماية عاجلة.

## بناء القلعة

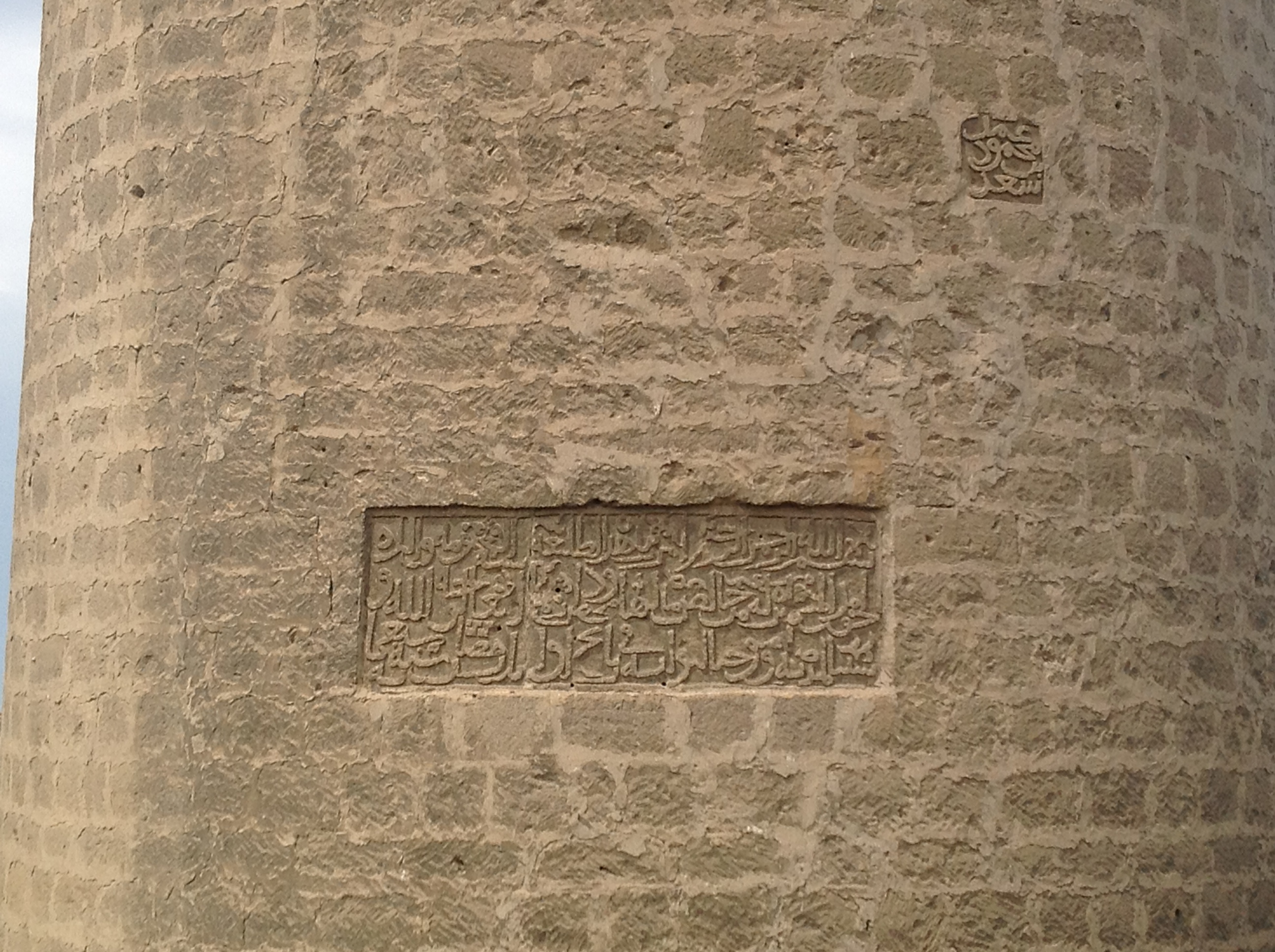
النقوش العربية في قلعة نارداران: دلالاتها التاريخية والثقافية

القلعة مقسمة إلى ثلاثة أجزاء، الجزء الأول من القلعة أعلى من الأجزاء الأخرى. تتراوح سماكة الجدران من 1.5 إلى 1.8 متر. يوجد بئر عميق في الطابق الأول من البرج. في بعض المصادر، يُشار إلى أن القلعة كانت مزودة بنظام صرف صحي تحت الأرض.
نقوش عربية
فوق مدخل البرج المركزي، على ارتفاع الطابق الثاني، توجد نقشتان محفورتان على الحجر. في النقش الأخير يظهر اسم المعلم الذي بنى أيضًا المسجد القديم والمئذنة في قرية شيخوف في القرن الرابع عشر، ومسجدًا في باكو يُدعى مسجد ملا أحمد، مع تاريخ 1300.

## عمارة القلعة
يتكون ارتفاع البرج من ثلاثة طوابق، مغطاة بقباب حجرية مسطحة ومتصلة بسلالم حجرية. بنيت القلعة من حجارة بيضاء. يبلغ ارتفاع البرج 12 مترًا، وارتفاع الجدران المحيطة به مختلف. تقع القلعة في وسط ساحة مربعة الشكل، وتوجد أيضًا أربعة أبراج في الزوايا مع حاجز وفتحات.